# ハナシノブ科
ハナシノブ科（ハナシノブか、Polemoniaceae）はツツジ目の科の一つ。
世界に25属400種ほどあり、すべて草本である。北米に多く、南米アンデス地方や、アジアやヨーロッパの温帯地方にもあり、日本では九州地方にハナシノブが自生している。キキョウナデシコ（フロックス・ドラモンディ）、クサキョウチクトウ（フロックス・パニキュラータ）、シバザクラなどは、観賞用に以前から栽培されているが、近年、コベア、ギリア、ポレモニウムなどの草花も作られるようになってきた。

## 分類
- Cobaeoideae - 染色体数が多く (n = 15,26,27) 、個々の染色体は小さい。分布はカリフォルニア半島から新熱帯区に限られる[4]。
  - Acanthogilia - 1種。花粉の形態などは Cantua 属に類似するが、染色体数n = 9であり、分子系統では独立の亜科とされる場合もある[1]。
  - Cantua
  - Huthia
  - Bonplandia
  - Cobaea
- Polemonioideae ハナシノブ亜科 - 染色体数が少なく (n = 6-9) 、個々の染色体は大きい[4]。
  - Polemonium ハナシノブ属 - ミヤマハナシノブ P. caeruleum、ハナシノブ P. kiushianum
  - Loeselieae
    - Loeselia
    - Dayia
    - Aliciella
    - Giliastrum
    - Ipomopsis
    - Langloisia
    - Eriastrum

  - Gilieae
    - Saltugilia
    - Gilia ヒメハナシノブ属
    - Lathrocasis
    - Allophyllum
    - Collomia
    - Navarettia

  - Linanthieae
    - Leptodactylon
    - Gymnosteris
    - Linanthus
    - Phlox フロックス属 - キキョウナデシコ・クサキョウチクトウ・シバザクラ
    - Microsteris
    - Leptosiphon

### 過去の分類体系
APG分類体系ではツツジ目とされているが、クロンキスト体系ではナス目、新エングラー体系ではシソ目に分類される。